# Partido Nacionalista Revolucionario
El Partido Nacionalista Revolucionario (PNR) fue un partido político ecuatoriano de centro de corte populista, creado por el ex presidente Carlos Julio Arosemena Monroy como plataforma política propia, formado por colaboradores de su gobierno.

## Historia
Carlos Julio Arosemena Monroy empezó a formar su propio partido personalista durante su gobierno, entre 1961 a 1963, con el nombre de Movimiento Nacional Arosemenista, siendo pausado este proceso tras su derrocamiento por la Junta Militar. Durante el 5.º Velasquismo, Arosemena retornó al país y formó su partido con el nombre Partido Nacionalista Revolucionario, con las intenciones de candidatearse como presidente en las anuladas elecciones presidenciales de 1972 en alianza con el Partido Socialista Ecuatoriano.
El PNR no tuvo mayor representación electoral, obteniendo 2 diputados en las Elecciones legislativas de Ecuador de 1979 y formó parte del Frente Nacional Constitucionalista que candidateó a Sixto Durán Ballén. El partido obtuvo un escaño en 1984 y formó parte del gobierno de León Febres-Cordero Ribadeneyra al formar parte del Frente de Reconstrucción Nacional, con el cual ganaron la presidencia de la república en las Elecciones presidenciales de Ecuador de 1984. El partido perdió su vida jurídica en 1987, y muchos de sus miembros, incluido Arosemena se unieron al Partido Unidad Republicana del presidente Sixto Durán Ballén.

## Resultados Electorales

### Elecciones Presidenciales
| Año  | Candidatos            | Candidatos            | 1a Vuelta             | 1a Vuelta             | 2.ª Vuelta            | 2.ª Vuelta            | Resultado             | Notas                                       |
| Año  | Presidente            | Vicepresidente        | Votos                 | %                     | Votos                 | %                     | Resultado             | Notas                                       |
| ---- | --------------------- | --------------------- | --------------------- | --------------------- | --------------------- | --------------------- | --------------------- | ------------------------------------------- |
| 1968 | No presentó candidato | No presentó candidato | No presentó candidato | No presentó candidato | No presentó candidato | No presentó candidato | No presentó candidato | No presentó candidato                       |
| 1979 | Sixto Durán Ballén    | José Icaza Roldós     | 328.461               | 23.86%                | 471.657               | 31.51%                | 2.º Lugar             | Parte de Frente Nacional Constitucionalista |
| 1984 | León Febres Cordero   | Blasco Peñaherrera    | 600.563               | 27.20%                | 1.381.709             | 51.54%                | Electo                | Parte de Frente de Reconstrucción Nacional  |